# Pyramids of Mars
Pyramids of Mars (Les pyramides de Mars) est le quatre-vingt-deuxième épisode de la première série de la série télévisée britannique de science-fiction Doctor Who. Il fut originellement diffusé en quatre parties, du 25 octobre au 15 novembre 1975.

## Accroche
Le Docteur et Sarah se retrouvent en 1911 près de la maison des scientifiques Laurence et Marcus Scarman. Depuis son retour d'une expédition en Égypte, Marcus semble avoir changé. De plus, Laurence semble avoir capté d'étrange signaux radios venant de la planète Mars.

## Distribution
- Tom Baker (V. F. : Jacques Ferrière) — Le Docteur
- Elisabeth Sladen — Sarah Jane Smith
- Gabriel Woolf — Sutekh
- Bernard Archard — Marcus Scarman
- Michael Sheard — Laurence Scarman
- Peter Copley — Dr Warlock
- Michael Bilton — Collins
- George Tovey — Ernie Clements
- Peter Mayock — Namin
- Vic Tablian — Ahmed
- Nick Burnell, Melvyn Bedford, Kevin Selway — Les Momies

## Résumé
Égypte, 1911, le professeur Marcus Scarman ouvre un tombeau et tombe sur une créature qui l'irradie d'un rayon aveuglant. Le TARDIS est attaqué par une force étrange et le Docteur est obligé d'atterrir. Lui et Sarah Jane se retrouvent en 1911 à l'endroit où se trouvera le QG d'UNIT, une ancienne appartenant à la famille Scarman et remplie d'objets de l'Égypte antique. La maison est occupée par Ibrahim Namin, un Égyptien à moitié fou, adepte du culte d'Horus, qui lâche sur eux des serviteurs déguisés en momies. Avec un ami de la famille Scarman, le Dr Warlock, le Docteur et Sarah atteignent une partie de la maison dans laquelle se trouve le frère de Marcus Scarman, Laurence. En captant des ondes radios venues de Mars, ceux-ci découvrent le message suivant « Attention à Sutekh » répété depuis sa surface.
Marcus revient possédé par le dieu Sutekh et tue Namin, estimant qu'il ne doit y avoir « qu'un seul serviteur de Sutekh ». Le Docteur explique que les dieux égyptiens sont en réalité des extra-terrestres qui sont venus sur Terre, il y a bien longtemps. Alors que Marcus ordonne aux momies (en réalité des robots) la construction d'un missile destiné à libérer Sutekh de sa prison dans les pyramides de Mars où Horus l'a enfermé. Laurence, Sarah et le Docteur se cachent dans un tunnel secret dans les fondations de la maison. Marcus tue le Dr Warlock après l'avoir trouvé allongé dans sa maison. Le territoire autour de la maison est alors entouré d'une barrière invisible, et piège Clement un braconnier se trouvant dans la périmètre. Celui-ci tente de tirer sur Marcus ce qui est sans effet.
Le Docteur découvre que les momies peuvent être contrôlées à partir de l'anneau que portait Namin. Il le retrouve et le cache dans le TARDIS. Alors qu'elle souhaite revenir dans les années 1980, le Docteur montre à Sarah que la Terre va être dévastée si on laisse faire Sutekh. Ils reviennent en 1911 pour stopper cet événement et décident d'utiliser la Gelignite utilisée par Clement pour faire exploser le missile. Malgré les avertissements du Docteur, Laurence tente de convaincre Marcus qu'il est toujours son frère, mais celui-ci finit par le tuer.
Le Docteur utilise un tunnel dimensionnel pour accéder à la chambre où se trouve Sutekh sur Mars, afin de distraire son attention au moment de l'explosion du missile. Alors qu'il se croit piégé, Sutekh torture mentalement le Docteur afin de le posséder. Soumis à la volonté de Sutekh, il utilise le TARDIS pour emmener Marcus et Sarah sur le site des pyramides de Mars. Après s'être fait passer pour mort, le Docteur amène Sarah Jane à travers les dédales des pyramides et doivent affronter des épreuves laissées par Horus et basées sur la logique. Marcus découvre l'œil d'Horus, le dispositif qui emprisonnait Sutekh et le détruit. Le Docteur et Sarah sortent des pyramides et de retour sur Terre, le Docteur utilise un appareil du TARDIS pour contrôler le tunnel dimensionnel et faire vieillir Sutekh de 10 000 années, le faisant mourir de vieillesse. Ils repartent dans le TARDIS peu de temps avant que le bâtiment ne soit détruit par un incendie.

### Continuité
- Toujours dans la continuité de « Terror of the Zygons » le Docteur et Sarah Jane tentent de revenir à Londres au XXe siècle.
- Le Docteur dit avoir 750 ans.
- Le Docteur dit que la robe que Sarah Jane porte a appartenu à Vicky.
- Le dialogue où Sarah explique qu'elle vient des années 80 et que la Terre n'a pas été détruite sera réemployé quasiment à l'identique par Rose Tyler dans l'épisode de 2005 « Des morts inassouvis »
- Dans « L'École des retrouvailles » Sarah Jane Smith explique à Rose Tyler avoir combattu des momies.
- Sarah remarque qu'un puzzle des pyramides de Mars est semblable à ceux de la cité d'Exxilon (dans « Death to the Daleks »).
- Selon le Docteur, Sutekh est plus puissant que les Seigneurs du Temps.
- Disparu de la série à la suite de cet épisode, le personnage de Sutekh fait finalement son retour en 2024, d'abord nommé « celui qui attend » avant de se révéler sous son nom dans les épisodes finaux de la Saison 1 nommé La Légende de Ruby Sunday et L'Empire de Mort.